# Urbanya
Urbanya (catalansk: Orbanyà) er en by og kommune i departementet Pyrénées-Orientales i Sydfrankrig.

## Geografi
Urbanya ligger 61 km vest for Perpignan. Nærmeste byer er mod sydøst Conat (9 km) og mod sydvest Nohèdes (7 km).

## Demografi

### Udvikling i folketal
| 1962                                                              | 1968 | 1975 | 1982 | 1990 | 1999 | 2007 | 2015 | 2017 |
| ----------------------------------------------------------------- | ---- | ---- | ---- | ---- | ---- | ---- | ---- | ---- |
| 44                                                                | 14   | 28   | 26   | 33   | 28   | 57   | 46   | 55   |
| Tal fra og med 1962 er uden dobbelttælling (sans doubles comptes) |      |      |      |      |      |      |      |      |